# Élections sénatoriales de 2020 en Ille-et-Vilaine
Les élections sénatoriales en Ille-et-Vilaine ont lieu le dimanche 27 septembre 2020. Elles ont pour but d'élire les sénateurs représentant le département au Sénat pour un mandat de six années.

## Contexte départemental
Lors des élections sénatoriales de 2014 en Ille-et-Vilaine, quatre sénateurs ont été élus selon un mode de scrutin proportionnel.
Depuis, tous les effectifs du collège électoral des grands électeurs ont été renouvelés, avec les élections départementales de 2015, les élections régionales de 2015, les élections législatives de 2017 et les élections municipales de 2020.

## Sénateurs sortants
| Sénateur | Sénateur            | Parti | Fonctions lors de l'élection en 2014                             |
| -------- | ------------------- | ----- | ---------------------------------------------------------------- |
|          | Jean-Louis Tourenne | PS    | Président du conseil général                                     |
|          | Sylvie Robert       | PS    | Vice-présidente du conseil régional, adjointe au maire de Rennes |
|          | Françoise Gatel     | UDI   | Maire de Châteaugiron                                            |
|          | Dominique de Legge  | LR    | Sénateur sortant, maire du Pertre                                |

## Présentation des listes et des candidats
Les nouveaux représentants sont élus pour une législature de 6 ans au suffrage universel indirect par les 2 513 grands électeurs du département. En Ille-et-Vilaine, les sénateurs sont élus au scrutin proportionnel plurinominal. Leur nombre reste inchangé, quatre sénateurs sont à élire et six candidats doivent être présentés sur la liste pour qu'elle soit validée. Chaque liste de candidats est obligatoirement paritaire et alterne entre les hommes et les femmes. Plusieurs listes seront déposées dans le département. Elles sont présentées ici dans l'ordre de leur dépôt à la préfecture et comportent l'intitulé figurant aux dossiers de candidature.

### Europe Écologie Les Verts -  Union démocratique bretonne - Nouvelle Donne
| N° | Candidats | Candidats                | Parti | Principales fonctions |
| -- | --------- | ------------------------ | ----- | --------------------- |
| 01 |           | Daniel Salmon            | EÉLV  |                       |
| 02 |           | Soazig Rouillard         | EÉLV  |                       |
| 03 |           | Loïc Berthelot           | UDB   |                       |
| 04 |           | Vanessa Gendrin          | ND    |                       |
|    |           |                          |       |                       |
| 05 |           | Romain Pujol             | EÉLV  |                       |
| 06 |           | Claire Desmares-Poirrier | EÉLV  | Conseillère régionale |

### Parti socialiste
Jean-Louis Tourenne sénateur sortant ne se représente pas.
Les militants socialistes ont voté le 27 août entre deux ordres de listes (les quatre titulaires restant les mêmes) : l'officielle avec Sylvie Robert et Frank Pichot aux premières places et une liste alternative mettant en tête Anne-Françoise Courteille et Michel Gautier.
Sur 502 inscrits et 268 votants, la première liste a obtenu 168 voix, la deuxième 98.
| N° | Candidats | Candidats            | Parti | Principales fonctions                                  |
| -- | --------- | -------------------- | ----- | ------------------------------------------------------ |
| 01 |           | Sylvie Robert        | PS    | Sénatrice sortante                                     |
| 02 |           | Frank Pichot         | PS    | Conseiller départemental, maire de Pipriac             |
| 03 |           | Carine Peila-Binet   | PS    | Adjointe au maire de Quédillac                         |
| 04 |           | Éric Besson          | PS    | Adjoint au maire de Fougères                           |
|    |           |                      |       |                                                        |
| 05 |           | Françoise Sourdrille | PS    | Conseillère départementale, adjointe au maire de Janzé |
| 06 |           | Benoît Sohier        | PS    | Maire de Saint-Domineuc                                |

### La République en marche
| N° | Candidats | Candidats          | Parti | Principales fonctions                                           |
| -- | --------- | ------------------ | ----- | --------------------------------------------------------------- |
| 01 |           | Anne Patault       | LREM  | Vice-présidente du conseil régional, adjointe au maire de Renac |
| 02 |           | Jean-Claude Rault  | LREM  | Conseiller municipal de Fougères                                |
| 03 |           | Stéphanie Chérel   | LREM  | Adjointe au maire de Dol-de-Bretagne                            |
| 04 |           | Vincent Minier     | LREM  | Maire de Chanteloup                                             |
|    |           |                    |       |                                                                 |
| 05 |           | Caroline Lescadieu | LREM  | Adjointe au maire de Hédé-Bazouges                              |
| 06 |           |                    |       |                                                                 |

### Union de la droite et du centre
| N° | Candidats | Candidats          | Parti | Principales fonctions                                      |
| -- | --------- | ------------------ | ----- | ---------------------------------------------------------- |
| 01 |           | Françoise Gatel    | UDI   | Sénatrice sortante, conseillère municipale de Châteaugiron |
| 02 |           | Dominique de Legge | LR    | Sénateur sortant                                           |
| 03 |           | Anne-Sophie Patru  | DVD   | Maire de Pleumeleuc                                        |
| 04 |           | Joël Masseron      | DVD   | Maire de Châteauneuf-d'Ille-et-Vilaine                     |
|    |           |                    |       |                                                            |
| 05 |           | Jacqueline Sollier | DVD   | Maire de La Couyère                                        |
| 06 |           | Pascal Duchêne     | UDI   | Maire de Redon                                             |

### Rassemblement national
| N° | Candidats | Candidats          | Parti | Principales fonctions                                 |
| -- | --------- | ------------------ | ----- | ----------------------------------------------------- |
| 01 |           | Gilles Pennelle    | RN    | Conseiller régional, conseiller municipal de Fougères |
| 02 |           | Virginie d’Orsanne | RN    | Conseillère régionale                                 |
| 03 |           | Philippe Miailhes  | RN    | Conseiller régional                                   |
| 04 |           | Anne Vaneecloo     | RN    | Conseillère régionale                                 |
|    |           |                    |       |                                                       |
| 05 |           | Jimmy Bourlieux    | RN    | Conseiller municipal de Fougères                      |
| 06 |           | Nadine Desprez     | RN    | Ancienne adjointe au maire d’Étrelles                 |

## Résultats
| Tête de liste                                                                             | Tête de liste            | Liste                           | Voix  | %     | Sièges |  |
| ----------------------------------------------------------------------------------------- | ------------------------ | ------------------------------- | ----- | ----- | ------ |  |
|                                                                                           | Françoise Gatel          | Union de la droite (UDI - LR)   | 1 083 | 42,34 | 2      |  |
| Territoires d'avenir unis pour l'Ille-et-Vilaine                                          |                          |                                 | 1 083 | 42,34 | 2      |  |
|                                                                                           | Sylvie Robert            | Parti socialiste                | 672   | 26,27 | 1      |  |
| L'Ille-et-Vilaine : Terre d'harmonie sociale et écologique                                |                          |                                 | 672   | 26,27 | 1      |  |
|                                                                                           | Daniel Salmon            | Divers gauche (EÉLV - UDB - ND) | 508   | 19,86 | 1      |  |
| Écologie et solidarités, une urgence pour nos territoires                                 |                          |                                 | 508   | 19,86 | 1      |  |
|                                                                                           | Anne Patault             | La République en marche         | 226   | 8,84  | 0      |  |
| La force des territoires mobilisés                                                        |                          |                                 | 226   | 8,84  | 0      |  |
|                                                                                           | Gilles Pennelle          | Rassemblement national          | 69    | 2,70  | 0      |  |
| Liste localiste présentée par le Rassemblement national pour le rééquilibrage territorial |                          |                                 | 69    | 2,70  | 0      |  |
|                                                                                           |                          |                                 |       |       |        |  |
| Votes valides                                                                             | Votes valides            | Votes valides                   | 2 558 | 98,46 |        |  |
| Votes blancs                                                                              | Votes blancs             | Votes blancs                    | 20    | 0,77  |        |  |
| Votes nuls                                                                                | Votes nuls               | Votes nuls                      | 20    | 0,77  |        |  |
| Total                                                                                     | Total                    | Total                           | 2 598 | 100   | 4      |  |
| Abstention                                                                                | Abstention               | Abstention                      | 32    | 1,22  |        |  |
| Inscrits / participation                                                                  | Inscrits / participation | Inscrits / participation        | 2 630 | 98,78 |        |  |